# Aiguilles de la Penaz
Aiguilles de la Penaz – szczyt w Alpach Graickich, części Alp Zachodnich. Leży we wschodniej Francji w regionie Owernia-Rodan-Alpy. Należy do Masywu Beaufortain.